# Korčulai-csatorna
A Korčulai-csatorna (horvátul: Korčulanski kanal) egy tengerszoros az Adriai-tengerben, Horvátország területén Korčula, Hvar és Šćedro szigetei között. 

## Fekvése
A Korčulai-csatorna határát északon Šćedar, Hvar szigete, délen Korčula szigete képezi, amelyről a nevét kapta. Keleten nincs igazi természetes határ, kivéve a Pelješac-félsziget egy részét. Keleten a csatorna két ágra válik szét: az északi ágon a Neretva-csatornában folytatódik, míg a déli oldalon a Pelješac-csatornába ágazik el.
Északi határa hozzávetőlegesen a Pelješac-félszigeten található Lovište-fok és a Hvar-szigeten található Gornji Pelinovik-öböl közötti vonalon húzódik. Délen a mesterséges határt a Pelješac-félszigeten levő Osičac-fok és a Korčulán található Račišće-fok között húzhatjuk meg.
A csatorna délnyugaton kilép a nyílt tengerre, nyugaton pedig a Vis-csatornába jut. Hozzávetőleges határként, mivel valódi természetes határ nincs, a Proizd és a Milna szigetecskék közötti vonalat határozhatjuk meg.

## Fordítás
Ez a szócikk részben vagy egészben  a   Korčulanski kanal című horvát Wikipédia-szócikk ezen változatának fordításán alapul.  Az eredeti cikk szerkesztőit annak laptörténete sorolja fel. Ez a jelzés csupán a megfogalmazás eredetét és a szerzői jogokat jelzi, nem szolgál a cikkben szereplő információk forrásmegjelöléseként.